# 토모 짱은 여자아이!
《토모 짱은 여자아이!》(일본어: トモちゃんは女の子! 도모찬와 온나노코[*])는 야나기다 후미타의 일본의 4컷 만화 작품이다.
야나기타 후미타의 상업 데뷔 만화 작품이기도 하다. 세이카이샤가 트위터에서 전개하고 있는 일간 4컷 만화 서비스 '츠이4'에서 2015년 4월 7일부터 2019년 7월 14일까지 연재되었다. 단행본은 세이카이샤 COMICS로부터, 화수 조정을 한 후에 발간되고 있다.
호의를 보이고 있는 소꿉친구의 남자로부터 '여자 취급'되지 않는 보이쉬한 여자고교생과 그 주위의 사람들을 그린 러브 코미디로, 이야기는 여자고교생 아이자와 토모가 소꿉친구의 남자 쿠보타 준이치로에게 '좋아한다' 라고 사랑의 고백을 하는 시점에서 시작된다. 이 첫 번째 오치는 준이치로가 '친구로 좋아한다'고 해석하고 자신도 '친구로 사랑한다'고 돌려준다. 이와 같이, 히로인의 토모와 둔감한 준이치로를 중심으로 그들의 친구들이 말려들어가는 스쿨 라이프가 그려진다.
당초에는 일러스트 투고 사이트 Pixiv 상에서 야나기타가 개인적으로 집필하고 있던 만화 작품이었지만, 이것이 그대로 야나기다의 상업 데뷔작이 되었다. Pixiv 시절부터 작품의 인기는 높았고, 또 2016년의 제2회 '다음에 올 만화 대상'에서는 WEB 만화 부문에서 제1위를 획득했다. 미국을 중심으로 한 해외의 만화·애니메이션 팬으로부터의 인기도 높다.

## 등장인물
아이자와 토모(相沢 智)
성우 - 타카하시 리에
본작의 히로인. 친한 친구들은 "토모"라고 부른다.
고교 1학년. 성격은 아이처럼 여장부로 스포츠나 격투기를 선호하는 등 취미 기호도 남성적. 짧은 머리를 하고 있고 키도 커서 남자뿐만 아니라 여자들 사이에서의 인기도 높다. 그 풍만한 흉부와 함께 짧은 스커트, 밑은 레깅스라는 차림새 때문에 교복을 입을 때는 남자로 착각되지는 않는다. 반대로 평상복은 유니섹스 모습을 선호하기 때문에 페리스는 가슴 크기를 보기 전까지 남자라고 착각하고 있었다.
친정의 도장에서 단련한 가라데 실력은 소속된 남자 건부에서도 상대할 사람이 없고, 또 학내의 불량아도 일격으로 발로 차 날려버릴 만큼 싸움에 숙달해 있다. 물론 운동 신경도 매우 좋아 스포츠 경기에서는 남자도 압도하는 실력을 가지고 있다. 한편 학업 성적은 좋지 않다.
구기 대회(피구선택)에서는 당연히 여자 팀이었는데 훈련에서 보통 사람과 동떨어진 힘을 발휘했기 때문에 공포와 신변의 위험을 느낀 친구 여자들의 호소를 받고 선생님께 간청하여 남자 팀에 들어간다.
소꿉 친구인 준이치로에게 분명한 호의를 갖고 있어 한번 사랑 고백을 한 적이 있지만 준이치로의 둔감함 때문에 실패하고 말았다. 그렇다고 해도 두 사람 사이는 지극히 친밀하고, 적어도 준이치로에 대한 토모의 감정을 주위 사람들은 다 알고 있어 거의 연인과 마찬가지로 인식되고 있다. 단지 동시에 옛날부터 친구 관계도 무의식적으로 끌어 버린 것이 두 사람의 인간 관계를 복잡하게 하고 있는 것은 눈치채지 못 했다.
표정이나 언행에서 알아채기 어렵지만 여성의 모습은 갖추고 있으며 생일 선물로 미스즈와 캐롤의 손에서 화장을 받고 원피스 차림으로 준이치로를 만났을 때는 누구인지 전혀 알아채지 못했다.
쿠보타 준이치로(久保田 淳一郎)
성우 - 이시카와 카이토
본 작품의 남자주인공. 토모는 "준"이라고 부른다.
토모의 옆집 아이였고, 토모와 같은 나이다. 큰 키에 말수가 적은 무뚝뚝한 남자이지만 친구 토모를 상대할 경우 달리 순진하고 아이 같은 면을 보인다. 그 무뚝뚝한 모습이 쿨하게 보인다는 것도 있고 중학생 시절부터 여자에게의 인기는 높았다. 어린 시절은 내성적인 "게임 아이"였지만, 토모에 잡혀 뒷받침되더니 이제는 토모나 그 이상의 체력이나 운동 신경을 길렀다. 아이자와가의 도장에서 가라데를 배우고 있는데, 룰이 있는 가라데로는 토모를 이상, 룰 무용의 격투기(싸움)에서는 준이치로가 위 같다. 학업 성적은 중상정도.
어린 시절 도쿄에 살고 있으며, 나중에 토모의 옆집으로 옮겨왔다. 그 당시는 토모의 성별을 남자로 인식하고 있어, 또 이웃이라고는 하지만 초등학교는 다르기 때문에 중학교가 같아졌을 때, 토모의 모습을 보고 처음으로 토모의 성별을 인지했다. 이때는 혼란스러운 듯 1년 동안 토모와의 관계가 소원했다고 여겨진다.
그 뒤 중학생 시절 중에는 전 관계에서 고등 학교 진학 후도 친구로서 교제를 계속하고 있다. 기본적으로는 토모를 이성으로 인식하는 것을 기피하고 토모의 이성 다운 행동 등을 보아 버린 때에는 매우 동요하지만 뭔가 단기간에 "리셋" 하고 다시 돌아가려는 묘사가 자주 그려진다. 그렇다고 특정의 연애 상대가 할 수 있는 것에는 강한 거부감을 느끼는 것 같고, 토모에 가까워지려는 남자에게는 강한 경계심을 품다.
군도 미스즈(群堂 みすず)
성우 - 히다카 리나
토모와 준이치로의 소꿉 친구.
차분한 성격의 소녀. 하지만 꽤 독설가이고 속물적이고 지기 싫어하는 경향이 강하다. 성격적으로 흥정하는 듯한 책모를 좋아하지만 그 때문에 실패하기도 적지 않다. 그다지 사교적이지 않기 때문에 오로지 교우 관계는 친구 토모를 중심으로 해 좁다. 본인은 때때로 신경쓰고 있는 모습은 없지만, 자신의 단점으로는 인식하고 있다. 스타일은 날씬하고, 여장부인 토모에 가슴 둘레에서 대패하고 있는 것에는 열등감을 느낀다. 학력은 매우 높고 중고교와 성적 상위권을 유지하고 있다. 다만 운동은 그만큼 자신 없기 전보다 준이치로와 토모에 끌려 돌아다니고 난감하도록 하는 것도 적지 않다.
정 반대의 성격인 토모의 가장 친한 친구이며, 학내에서는 둘이 함께 있을 때가 많다. 어려운 성격인 자신과 사이좋게 지내는 토모에게는 감사하며 가끔 토모에 대한 독점 욕심을 보이는 것도 있다. 토모의 연애 상담을 타거나 부추기거나 토모의 연애를 기본적으로 지원하는 한편 토모네가 벌이는 기묘한 전말을 재미있어한다. 준이치로도 사토시와 같이 소꿉 친구이지만 준이치로와는 성격이 불일치이고, 중학교 시절 흥미 위주로 연인이 되어 볼 때에는 엉망이 된 경험도 있어 표면적으로는 적대적 행동을 취하다. 준이치로도 "싫어"라고 말하지만 실제로는 허물없는 친구 관계를 유지하고 있다.
캐롤 올스톤(キャロル・オールストン)
성우 - 아마키 샐리
영국에서 유학생 소녀. 인형같이 갖추어진 외모와 소녀다운 악의 없는(겉으로는)천연인 성격으로 남학생으로부터 대단한 인기가 있다. 일본어는 매우 능통하다.
그 천연인 성격과 느긋한 말투로부터 지력이 낮아 보이지만 좋은 편이고 또 학력도(진심만 내면)미스즈 이상으로 우수하다. 다만 병적인 정도의 방향 음치다. 남자의 정욕을 알고 있기 때문에 남자와는 상관 없이 여자에서도 질투를 받고 있어 교우 관계는 매우 좁고, 토모와 미스즈와 만나기까지는 친구가 거의 없었다. 그래서 친구 관계를 소중히 하는 경향이 강하다.
미사키 코스케(御崎 光助)
성우 - 아마사키 코헤이
남자 가라테부의 부장.
고교 2학년. 영국인의 쿼터. 언뜻 보면 여자로도 보이고 잘생기고, 교내 여자에게서 인기가 있다. 매우 온화하고 유화한 성격을 가지고 있고 잘 들어주는 곳도 있어서 인덕이 높다. 어릴 때는 내성적인 성격으로, 그 외모도 있어 괴롭힘 당했지만 캐롤을 지키고 싶다는 마음에 정진하게 됐다.
남자 가라데부에 들어간 토모와는 사이가 좋고, 준이치로에게도 경계받고 있다. 본인 왈, 토모의 "팬"이며, 토모의 가라데 실력을 깊이 경애하고 있다고 한다. 또 사촌인 캐롤에게서 호의를 받고 있으며 그 자신도 그것을 알고는 있지만 해묵은 걱정과 갈등의 결과, 캐롤을 이성으로서 인식하지 않게 하고 내심의 연정을 억제하고 대외적으로는 "중요하지만 힘이 드는 귀여운 여동생"이라고 하는 체재를 하고 있다.
타나베 타츠미(田辺 達巳)
성우 - 마츠오카 요시츠구
준이치로의 친구 남학생.
준이치로와 사이가 좋고 학교내에서는 자주 함께 행동하고 있다. 성격은 약하고, 학교내의 여자 이야기를 하는 등 사춘기의 남자 고교생 다운 성품을 하고 있다. 미스즈에 감정을 갖고 있는 발언을 자주 하지만 본인으로부터는 제대로 상대를 하지 않고 있다. 반대로 그것을 이용하고 바다의 집에서 아르바이트하고 있었을 때는 상품 야키소바를 산더미처럼 기여되고 있다.
집은 라면집을 운영하고 상호가 자신의 이름을 딴 것이다.
당초에는 성씨 호칭이였지만, 코믹스 제7권에서 이름이 밝혀진다.
미후네(三船), 오가와(小川)
성우 - 타이치 요우 (미후네), 타네자키 아츠미 (오가와)
토모와는 다른 클래스의 여학생.
코스케를 좋아한다. 코스케와 친한 토모와 관계를 맺으러하지만 연애상담으로 착각한 토모와 친구가 된다.
아이자와 아케미(相沢 あけみ)
성우 - 와타나베 쿠미코
토모의 어머니.
아이자와 고로(相沢 五郎)
성우 - 노무라 켄지
토모의 아버지.
군도 미사키(群堂 みさき)
성우 - 카와스미 아야코
미스즈의 어머니.
페리스 올스톤(フェリス・オールストン)
성우 - 오하라 사야카
캐롤의 어머니. 캐롤의 언니로 착각할 정도의 젊어보이는 외모를 가지고 있지만 실제로는 28세로 매우 젊다.
에디 올스톤(エディ・オールストン)
캐롤의 아버지.

## 서지 정보
- 야나기타 후미타 《토모쨩은 여자아이!》 코단샤 〈세이카이샤 COMICS〉, 전 8권
  1. 2015년 10월 9일 발매[8], ISBN 978-4-06-369537-3
  2. 2016년 2월 4일 발매[9], ISBN 978-4-06-369544-1
  3. 2016년 7월 9일 발매[10], ISBN 978-4-06-369552-6
  4. 2017년 1월 26일 발매[11], ISBN 978-4-06-369562-5
  5. 2017년 8월 10일 발매[12], ISBN 978-4-06-369579-3
  6. 2018년 2월 10일 발매[13], ISBN 978-4-06-511152-9
  7. 2018년 9월 12일 발매[14], ISBN 978-4-06-513113-8
  8. 2019년 9월 12일 발매[15], ISBN 978-4-06-516696-3

## TV 애니메이션
2023년 1월부터 3월까지 방송되었다. 일본과 미국을 포함한 세계 각지역에서 방송한다. 또한 캐롤 올스톤 역의 아마기가 일본어판과 영어판 모두에서 같은 역을 연기하는 것도 발표되었다.

### 스태프
- 원작 - 야나기타 후미타(柳田史太)[6]
- 감독 - 난바 히토시(難波日登志)[6]
- 부감독 - 하시모토 노리코(橋本能理子)[6]
- 시리즈 구성 - 시미즈 메구미(清水恵)[6]
- 캐릭터 디자인 - 히라이와 시오리(平岩栞)[6]
- 총작화 감독 - 카미야 미야코(神谷美也子), 타니구치 모토히로(谷口元浩)[16]
- 미술 감독 - 타테후지 켄이치(舘藤健一)[16]
- 미술 디자인 - 타테후지 켄이치(舘藤健一), 오카모토 코지(岡本好司)(VECTART)
- 색채 설계 - 야마자키 토모코(山崎朋子)[16]
- 촬영 감독 - 무라노 요모기코(村野よもぎ子)[16]
- 편집 - 사다마츠 고(定松剛)[16]
- 음향 감독 - 츠치야 마사노리(土屋雅紀)[16]
- 음향 효과 - 야마타니 나오토(山谷尚人)
- 음악 - 요코야마 마사루(横山克)[6]
- 음악 제작 - 애니플렉스
- 프로듀서 - 카타오카 유키(片岡裕貴)(애니플렉스), Kanako Takahashi(Crunchroll), 오카무라 쿠니히로(岡村邦寛)(세이카이샤)
- 애니메이션 프로듀서 - 요네우치 노리토모(米内則智)
- 애니메이션 제작 - Lay-duce[6]
- 제작 - 토모 짱은 여자아이! 제작위원회(애니플렉스, Crunchyroll, 세이카이샤)

### 주제가
받아라! 텔레파시(くらえ！テレパシー)
마하라잔의 작사・작곡・편곡・노래의 오프닝 테마.
yurukuru＊love
아이자와 토모(타카하시 리에), 쿠보타 준이치로(이시카와 카이토), 캐롤 올스톤(아마키 샐리)의 엔딩 테마.

### 방영 목록
| 화수 | 제목 | 각본            | 그림 콘티                       | 연출                  | 작화 감독 | 총작화 감독                     | 방송일         |
| ---- | --- | --------------- | ------------------------------- | --------------------- | --- | ------------------------------- | -------------- |
| #01  | 女の子に見られたい！ 여자아이로 보이고 싶어!戦慄の挑戦状 전율의 도전장                                           | 시미즈 메구미   | 산죠 나미미                     | 소쿠자 마코토         | 타니구치 모토히로 아카오 료타로 마에다 요시히로 카와무라 료코 카미야 미야코                                                                               | 카미야 미야코 타니구치 모토히로 | 2023년 1월 5일 |
| #02  | トモのスカート 토모의 치마学園のアイドル 학교의 아이돌                                                           | 시미즈 메구미   | 하시모토 노리코                 | 후카세 시게루         | 마루 히데오 이카이 카즈유키 | 타니구치 모토히로               | 1월 12일       |
| #03  | 親友の秘密 절친의 비밀デートしようぜ! 데이트하자!                                                                | 시미즈 메구미   | 마키노 토모에 하시모토 노리코   | 스즈키 마사히코       | 타니구치 토모히로 카마다 히토시 마에다 요시히로 사사키 마모루 사노 에리 누마타 히로시 야기 모토키 오오바 사에 카미야 미야코 후쿠시마 요코 히라이와 시오리 | 카미야 미야코 타니구치 모토히로 | 1월 19일       |
| #04  | 笑顔の理由 웃음의 이유女子っぽく戯れたい 여자아이처럼 장난치고 싶어ヒーローはよく転ぶ 히어로는 잘 넘어진다       | 시미즈 메구미   | 산죠 나미미                     | 안도 켄               | 타니구치 모토히로 스기타 요코 마에하라 카오루 아카오 료타로 니노미야 나나코 사토 코노미 이노우에 유코                                                     | 타니구치 모토히로 카미야 미야코 | 1월 26일       |
| #05  | オールストン家の女たち 올스턴가의 여자들譲れない想い 양보할 수 없는 마음ドキドキ！ゲーム合宿 두근두근! 게임 합숙 | 시미즈 메구미   | 하시모토 노리코                 | 소쿠자 마코토         | 오오바 사에 니노미야 나나코 諸葛子敬 오카다 유키코 마에하라 카오루 아카오 료타로 나카와다 유토                                                            | 카미야 미야코                   | 2월 2일        |
| #06  | バースデープレゼント 생일 선물燃えろ! 球技大会 불타올라라! 구기 대회                                             | 니시타니 카즈키 | 마츠이 히토유키                 | 미네 토모노리         | 諸葛子敬 마에다 요시히로 사노 에리 스기타 요코 카마다 히토시 누마타 히로시 히라이와 시오리 타카보시 유헤이 나카와다 유토 타카하시 사야카                  | 타니구치 모토히로               | 2월 9일        |
| #07  | 淳一郎の誓い 준이치로의 맹세トモが水着に着替えたら 토모가 수영복으로 갈아입었더니                                | 시미즈 메구미   | 아키야마 토모코 코바야시 이치조 | 카와베 신야           | 스기타 요코 마에하라 카오루 오오바 사에 후쿠시마 요코 야기 모토키 諸葛子敬                                                                                | 카미야 미야코                   | 2월 16일       |
| #08  | 夏祭りの夜 여름 축제의 밤二人の距離感 두 사람의 거리감                                                           | 시미즈 메구미   | 코바야시 이치조 駒宮 僅         | 츠카다 타쿠로 駒宮 僅 | 駒宮 僅 타니구치 모토히로 타카보시 유헹 나카와다 유토 니노미야 나나코 아카오 료타로                                                                       | 타니구치 모토히로               | 2월 23일       |
| #09  | 天使の素顔 천사의 민낯                                                                                           | 시미즈 메구미   | 히라타 유타카                   | 이소가와 히사시       | 스기타 요코 오카다 유키코 오오바 사에 諸葛子敬 마에하라 카오루 카미야 미야코 후쿠시마 요코 타카하시 사야카                                                | 카미야 미야코                   | 3월 2일        |
| #10  | 勝負の行方 승부의 행방親友でいるために…… 절친으로 남기 위해서                                                    | 니시타니 카즈키 | 산죠 나미미                     | 미즈모토 하즈키       | 타니구치 모토히로 히라이와 시오리 후쿠시마 요코 타카보시 유헤이 마에하라 카오루 諸葛子敬 우에타케 유야 스튜디오 그램 Animore                              | 타니구치 모토히로               | 3월 9일        |
| #11  | 初めてのアルバイト 인생 첫 아르바이트置いてけぼりのシンデレラ 혼자 남겨진 신데렐라                               | 시미즈 메구미   | 사사키 마모루                   | 나카무라 다이키       | 스기타 요코 오오바 사에 오카다 유키코 니노미야 나나코 마에하라 카오루 諸葛子敬 마에다 요시히로 카미야 미야코 후쿠시마 요코 타카보시 유헤이                | 카미야 미야코                   | 3월 16일       |
| #12  | さよなら、親友 안녕, 절친                                                                                        | 시미즈 메구미   | 아사야 하지메                   | 소쿠자 마코토         | 타니구치 모토히로 諸葛子敬 카마다 히토시 스기타 요코 마에하라 카오루 오오바 사에 오카다 유키코                                                            | 타니구치 모토히로               | 3월 23일       |
| #13  | 隣にいるために… 곁에 있기 위해서...                                                                              | 시미즈 메구미   | 산죠 나미미                     | 츠카다 타쿠로         | 스기타 요코 오오바 사에 諸葛子敬 츠카다 타쿠로 사코에 사라 니노미야 나나코 카미야 미야코 히라이와 시오리 후쿠시마 요코 타카보시 유헤이                    | 카미야 미야코                   | 3월 30일       |

### Web 라디오
캐롤 올스턴 역의 아마키 샐리가 퍼스널리티를 맡는 《TV 애니 '토모 짱은 여자아이!' 캐롤의 푹신한 RADIO》가 2022년 11월 27일부터 전달되었다. 제2회 이후에는 2022년 12월 12일부터 2023년 4월 30일까지 격주 월요일에 전달되었다.